# Cueva del Tajo de las Figuras

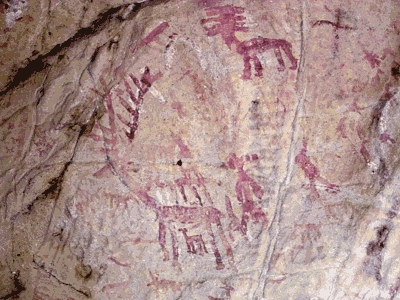
Pinturas rupestres (Tajo de las Figuras, Benalup - Casas Viejas).

La Cueva del Tajo de las Figuras, situada en el pueblo de Benalup-Casas Viejas (Cádiz, España), pertenece al conjunto de arte rupestre denominado arte sureño, que se encuentra en el sur de Andalucía, frente al embalse del Celemín.

## Historia
En 1913, Juan Cabré y Eduardo Hernández-Pacheco empezaron en esta cueva los primeros estudios del arte rupestre de la región. Este pequeño abrigo está situado en un paisaje de excepcional belleza y se caracteriza por la gran cantidad de pinturas rupestres, sobre todo de representaciones de aves, cuadrúpedos y antropomorfos. La mayoría de estas figuras datan del Neolítico y del Calcolítico. En 1924 la Cueva del Tajo de las Figuras fue declarada Monumento Arquitectónico Artístico rupestre.
Durante varias décadas se han mojado las paredes de la cueva con agua para ver mejor las pinturas y enseñarlas a los turistas. Como resultado de esta práctica se depositó una gruesa capa de cal encima de las mismas. A principios de 2005 se realizaron trabajos de restauración, dedicados sobre todo a la limpieza y consolidación.
Entre las figuras se han creído identificar representaciones de aves que habitan la península durante las migraciones, como el ibis eremita, aunque la precisión no permite la identificación a ese nivel.
Desde 2008 no se puede visitar por deterioro de sus instalaciones.